# 極道記者2
『極道記者2 馬券転生編』（ごくどうきしゃつー ばけんてんせいへん）は、1994年11月19日に公開された大映製作の映画。塩崎利雄の自伝的小説を原作とした極道記者シリーズ第2弾。性同一性障害を扱った作品でもある。続編に『新・極道記者 逃げ馬伝説』がある。

## ストーリー
記者松崎はギャンブル好きで、暴力団の抗争の仲裁人、徳大寺の息子が性同一性障害に苦しむことを知り、自身には妻の紀子がいながら妻を裏切り、徳大寺の息子と情を結ぶことになる。徳大寺は性同一性障害に全く理解がなく息子を蔑んでいた。

## キャスト
- 松崎：奥田瑛二
- 松崎紀子：青山知可子
- 芙蓉：一ノ瀬やす子
- 徳大寺：佐藤慶
- 矢木沢まり
- 山田辰夫
- 上田耕一
- 石川功久

## スタッフ
- 監督：望月六郎
- 脚本：佐治乾
- 原作：塩崎利雄
- 製作：池田哲也
- プロデューサー：橋口一成
- 企画：竹内健
- 撮影：石井浩一
- 音楽：加納秀人